# Глубокие воды (фильм, 1981)
«Глубокие воды» (фр. Eaux profondes) — французский художественный фильм, поставленный в 1981 году режиссёром Мишелем Девилем по одноимённому роману Патриции Хайсмит, опубликованному в 1957 году.

## Сюжет
Действие фильма разворачивается на красивейшем острове Джерси. Предприниматель Вик (Жан-Луи Трентиньян), его жена Мелани (Изабель Юппер) и их десятилетняя дочь Марион кажутся счастливой семьей, но скоро это ощущение развеивается. Вик, француз по рождению, ведет себя достаточно загадочно и странно: он смотрит сквозь пальцы на многочисленные романы жены и даже едва ли не потворствует им. Это не мешает ему намекать осмелевшим ухажерам на, возможно, имевшее место в прошлом убийство одного из них — уж не сам ли Вик совершил возмездие? Свидетелями двух убийств становятся и зрители фильма: одного из партнёров жены Вик топит в бассейне, другого убивает мотыгой предательским ударом сзади, а тело сбрасывает в море. Жена собирается развестись с Виком, но состоится ли развод? Известны ли ей все его страшные тайны?